# ویوت (قمر)
ویوُت (به انگلیسی: Weywot) (نام رسمی (50000) Quaoar I؛ نام موقت S/2006 (50000) 1) قمر سیاره کوتوله‌ی فرانپتونی کواوار ۵۰۰۰۰ است. این قمر توسط مایکل براون و تری آن سوئر با استفاده از تصاویر به دست آمده توسط تلسکوپ فضایی هابل در ۱۴ فوریه ۲۰۰۶ کشف شد. ویوت که به نام خدای آسمان بومیان تونگوا و پسر کواوار نامگذاری شده‌است، گمان می‌رود در حقیقت قطعه‌ای از کواوار باشد که میلیاردها سال پیش توسط رویدادی برخوردی بزرگ به مداری برون‌مرکز در اطراف سیاره کوتوله والد خود پرتاب شده باشد. قطر تخمینی این قمر ۱۷۰ کیلومتر (۱۱۰ مایل) است و هر ۱۲٫۴ روز یکبار با فاصله متوسط ۱۳٬۳۰۰ کیلومتر (۸٬۳۰۰ مایل) به دور کواوار می‌چرخد. . تصور می‌شود که ویوت با اثر گرانشی بر حلقه خارجی کواوار به صورت تشدید مداری، تأثیر گذار باشد.